# Coryphospingus cucullatus
Coryphospingus cucullatus е вид птица от семейство Тангарови (Thraupidae).

## Разпространение
Видът е разпространен в Аржентина, Боливия, Бразилия, Гвиана, Еквадор, Парагвай, Перу, Суринам, Уругвай и Френска Гвиана.